# Bath Furnace
Bath Furnace — метеорит-хондрит класу L6 масою 75 300 грам.
Назва метеорита походить від назви покинутого поселення в Кентуккі, де він упав 15 листопада 1902 року. Падіння метеорита було видно від Луїзіани до Огайо.  